# Hojo Sadafusa
Hojo Sadafusa (Japans: 北条貞房) (1272 - 3 januari 1310) van de Hojo-clan was de negende minamikata rokuhara tandai (hoofd binnenlandse veiligheid te Kioto) van 1308 tot 1309. 